# Теорема Райкова
Теорема Райкова — твердження в теорії ймовірностей. Добре відомо, що якщо випадкові величини {\displaystyle \xi _{1}} та {\displaystyle \xi _{2}} незалежні та розподілені по закону Пуассона, то їх сума також розподілена по закону Пуассона. Виявляється, що має місце і зворотнє твердження. 

## Формулювання теореми
Нехай випадкова величина {\displaystyle \xi } має розподіл Пуассона та може бути представлена у вигляді суми двох незалежних випадкових величин {\displaystyle \xi =\xi _{1}+\xi _{2}}. Тоді розподіли випадкових величин {\displaystyle \xi _{1}} та {\displaystyle \xi _{2}} є зсувами розподілів Пуассона.

## Коментар
Теорема Райкова аналогічна теоремі Крамера, в якій стверджується, що якщо сума двох незалежних випадкових величин має нормальний розподіл, то кожна з цих випадкових величин також має нормальний розподіл. Ю.В. Линник довів, що згортка нормального розподілу та розподілу Пуассона також має аналогічну властивість (теорема Линника).

## Узагальнення на локально компактні абелеві групи
Нехай {\displaystyle X} — локально компактна абелева група. Позначимо через {\displaystyle M^{1}(X)} півгрупу за згорткою ймовірнісних розподілів на {\displaystyle X}, а  через {\displaystyle E_{x}} — вироджений розподіл, зосереджений в точці {\displaystyle x\in X}. Нехай {\displaystyle x_{0}\in X}, {\displaystyle \lambda >0}.
Розподілом Пуассона, породженим мірою {\displaystyle \lambda E_{x_{0}}}, називається зсув розподілу виду
{\displaystyle \mu =e(\lambda E_{x_{0}})=e^{-\lambda }(E_{0}+\lambda E_{x_{0}}+\lambda ^{2}E_{2x_{0}}/2!+\ldots +\lambda ^{n}E_{nx_{0}}/n!+\dots ).}
Має місце наступне твердження.

### Теорема Райкова на локально компактних абелевих групах
Нехай {\displaystyle \mu } — розподіл Пуассона, породжений мірою {\displaystyle \lambda E_{x_{0}}}. Нехай {\displaystyle \mu =\mu _{1}*\mu _{2},}де {\displaystyle \mu _{j}\in M^{1}(X)}. Якщо {\displaystyle x_{0}} — або елемент нескінченого порядку, або порядку 2, то {\displaystyle \mu _{j}} також є розподілом Пуассона. Якщо ж {\displaystyle x_{0}} — елемент скінченного порядку {\displaystyle n}, {\displaystyle n\neq 2}, то {\displaystyle \mu _{j}} може бути не розподілом Пуассона.